# Multnomah Falls

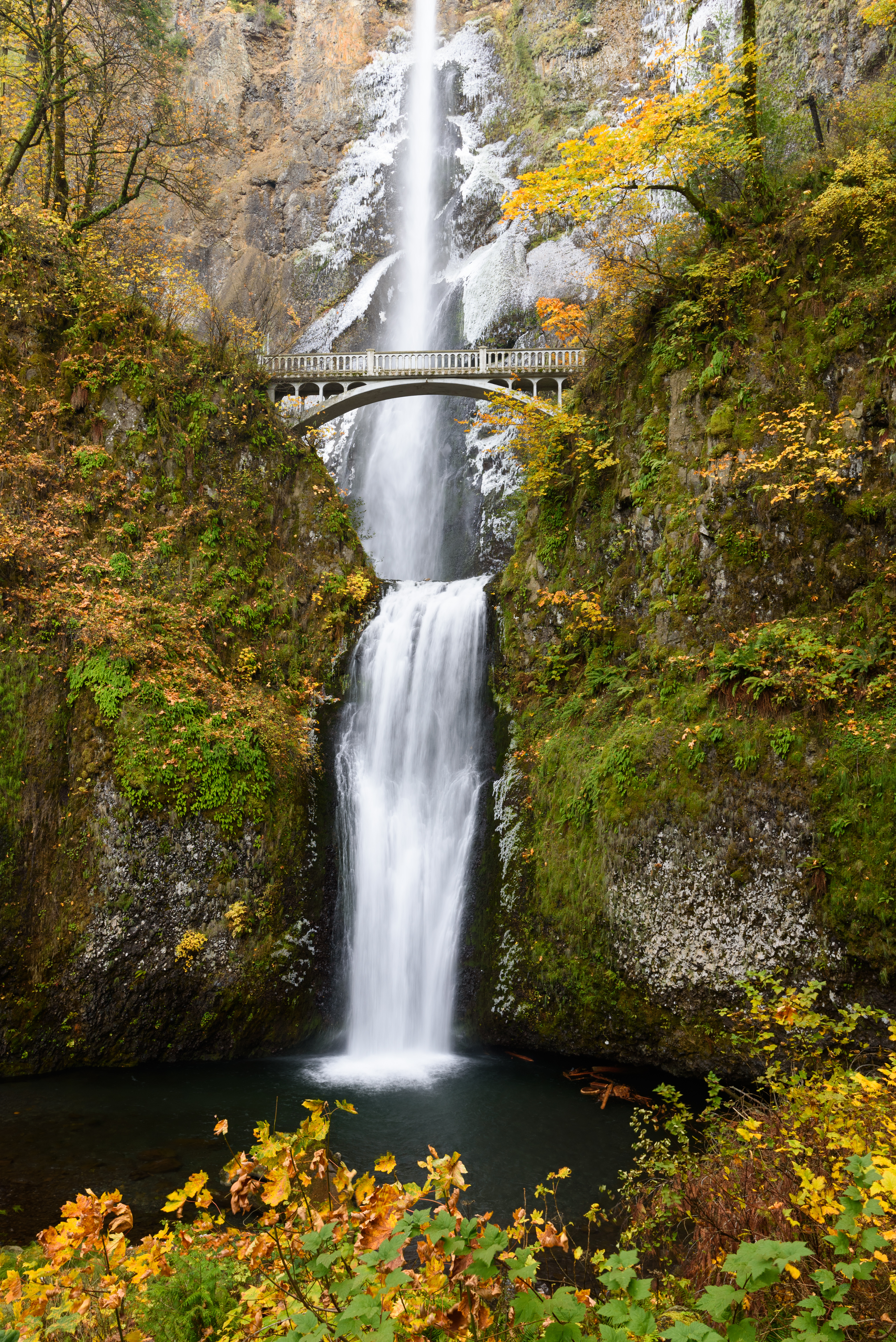
Multnomah Falls en el otoño

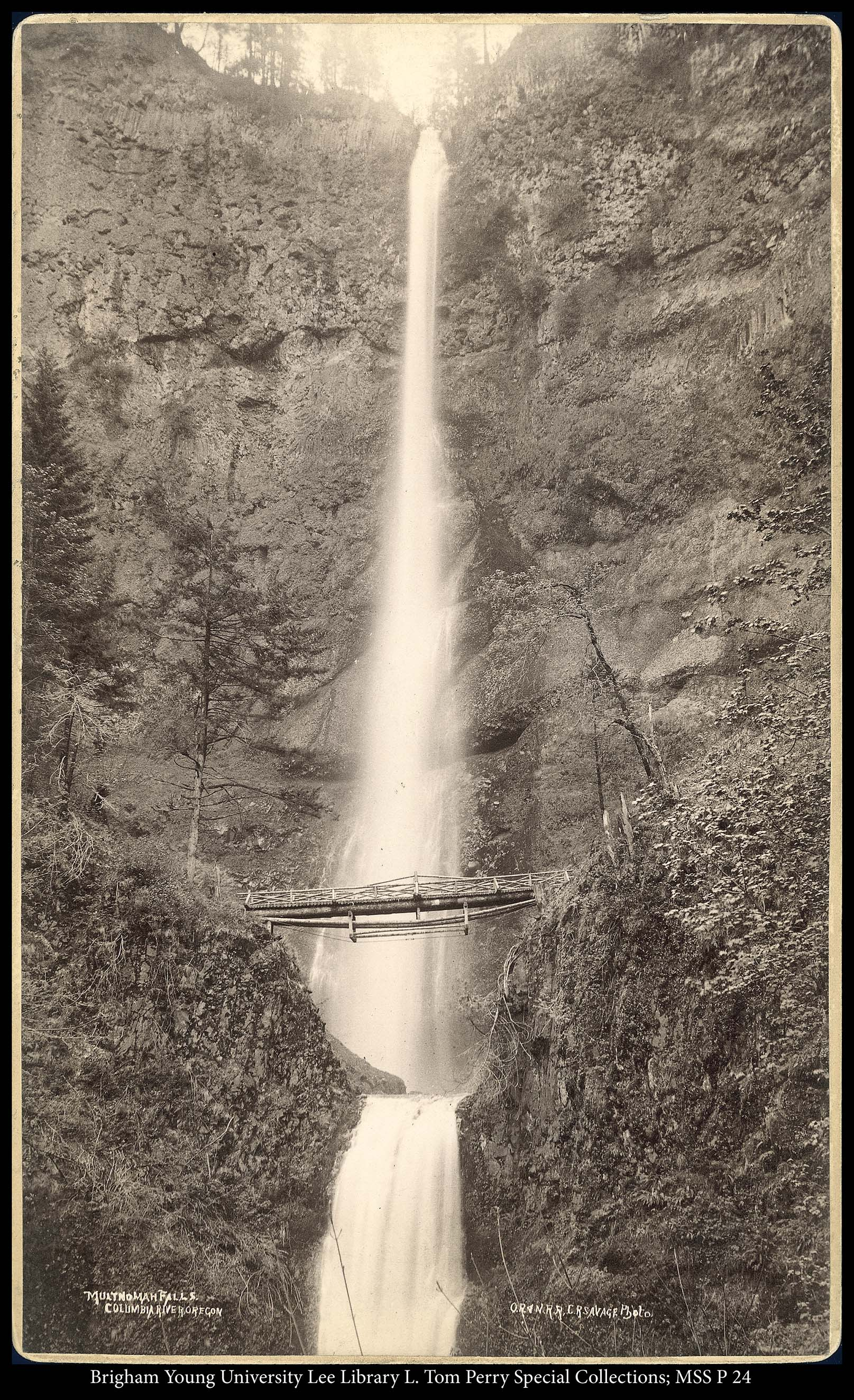
Multoman Falls en 1888

Multnomah Falls es una cascada situada en la garganta del río Columbia en Oregón, en los Estados Unidos. Compuesta por dos etapas, con una altura total de 189 metros, es la catarata más alta de todo el estado y también la más popular, atrayendo a casi 2 millones de visitantes por año.